# Madeleine Martin
Madeleine Elizabeth Martin (Manhattan, Nueva York, 15 de abril de 1993) es una actriz estadounidense de doblaje, teatro y televisión. Es conocida por interpretar el papel de "Becca" Moody en la serie de televisión Californication.
Martin comenzó su carrera en Broadway, donde apareció en musicales como A Day in the Death of Joe Egg, en el que interpretó el papel principal cuando solo contaba 10 años. Las críticas entusiásticas que obtuvo su interpretación le permitieron presentar la gala de los Premios Tony en 2003, con lo que se convirtió en la presentadora más joven de la historia en presentarlos. Entre 2007 y 2009 apareció en el musical August: Osage County.
En 2003 dio el salto a la pequeña pantalla protagonizando un pequeño papel en la serie Law & Order y también actuó en un capítulo de Mentes Criminales en 2011. Además ha aparecido en series como Hope & Faith y Out of The Box, un programa infantil donde aparecía regularmente. Martin es también actriz de doblaje y ha trabajado en la serie de animación infantil JoJo's Circus y en Ice Age: The Meltdown.
Desde 2007 hasta 2014 interpreta a Becca Moody en Californication. 
En 2013 interpretó a Shelley Godfrey, uno de los personajes principales, en la serie original de Netflix, Hemlock Grove. Y, en 2014 actuó como Jody Milam en el episodio 8 de la sexta temporada de The Good Wife. Ya en 2019, apareció en tres episodios de la tercera temporada de La maravillosa señora Maisel, interpretando a Madeline.

## Filmografía

### Películas
| Año  | Título                       | Papel             | Notas           |
| ---- | ---------------------------- | ----------------- | --------------- |
| 2006 | Ice Age: The Meltdown        | Voces adicionales |                 |
| 2007 | Night of the Living Cat Girl | Hitomi            | Directo a video |
| 2010 | Legendary                    | Luli Stringfellow |                 |
| 2012 | The Discoverers              | Zoe               |                 |
| 2012 | Refuge                       | Lucy              |                 |

### Televisión
| Año                        | Título                            | Papel                 | Notas                                                                   |
| -------------------------- | --------------------------------- | --------------------- | ----------------------------------------------------------------------- |
| 2003, 2008                 | Law & Order                       | Annie, Emma Waxman    | Episodios: "Compassion", "Betrayal"                                     |
| 2003–2007                  | JoJo's Circus                     | JoJo Tickle (voz)     | Protagonista                                                            |
| 2003–2004                  | Out of the Box                    | Maddie                | Protagonista (temporada 3)                                              |
| 2004                       | Law & Order: Special Victims Unit | April                 | Episodio: "Sick"                                                        |
| 2005                       | Hope & Faith                      | Ivana Charles         | Episodio: "Hope Couture"                                                |
| 2007–2014                  | Californication                   | Rebecca 'Becca' Moody | Protagonista (temporadas 1–6), Invitada (temporada 7)                   |
| 2011, 2013–2014, 2016–2017 | Adventure Time                    | Fionna (voz)          | Invitada (temporadas 3, 5–7, 9)                                         |
| 2012                       | Mentes criminales                 | Lara Heathridge       | Episodio: "Heathridge Manor"                                            |
| 2014                       | The Good Wife                     | Jody Milam            | Episodio: "Red Zone"                                                    |
| 2014                       | My Daughter Must Live             | Katie O'Malley        | Película de televisión                                                  |
| 2014–2015                  | Hemlock Grove                     | Shelley Godfrey       | Recurrente (temporada 2), protagonista (temporada 3)                    |
| 2019                       | La maravillosa señora Maisel      | Madeline              | Episodios: "It's the Sixties, Man!", "Hands!", "It's Comedy or Cabbage" |
| 2020                       | What We Do in the Shadows         | Lucy                  | Episodio: "On the Run"                                                  |
| 2021                       | Flawless: A Feminist Fairytale    | Whitney               | Episode: "Hump Day"                                                     |
| 2023                       | Adventure Time: Fionna and Cake   | Fionna (voz)          | Protagonista                                                            |